# Trichius gallicus
Trichius gallicus, auch als Glattschieniger Pinselkäfer bekannt, ist ein Käfer aus der Familie der Blatthornkäfer (Scarabaeidae). Die Art wird der Unterfamilie der Rosenkäfer (Cetoniinae) zugeordnet. Trichius gallicus ist eine von drei Arten der Gattung Trichius, die in Mitteleuropa vorkommen.

## Merkmale
Der Käfer erreicht eine Länge von 10–12 mm. Kopf und Halsschild sind bräunlich behaart. Die Flügeldecken sind gewöhnlich gelb mit drei schwarzen Querbinden, die nicht bis zur Flügeldeckennaht reichen. Die Flügelmusterung kann jedoch sehr variabel sein.
Männchen und Weibchen lassen sich gewöhnlich anhand der Ausbildung des ersten Vordertarsenglieds bestimmen. Dieses ist beim Männchen am apikalen Ende verbreitert und abgerundet. Die Mittelschiene weist bei den Männchen im Gegensatz zu Trichius fasciatus keine tiefe Einkerbung auf. Von der in Südosteuropa vorkommenden Art Trichius sexualis unterscheidet sich Trichius gallicus auf der Ventralseite der Männchen. Die Art ist nur am vorletzten Sternit weiß beschuppt, während T. sexualis auf den vier vorletzten Sterniten weißlich beschuppt ist. Das Pygidium der Weibchen der drei verwandten Arten weist ebenfalls Unterschiede auf.

## Vorkommen
Trichius gallicus gilt im Gegensatz zu Trichius fasciatus als eine wärmeliebende Käferart. Ihre Verbreitung erstreckt sich über West- und Mitteleuropa sowie das westliche Südeuropa (einschließlich Sardinien) bis nach Nordwestafrika. In England ist die Art ebenfalls vertreten. In Deutschland ist die Art in allen Bundesländern vertreten. Sie kommt hauptsächlich in der Norddeutschen Tiefebene vor. In den Mittelgebirgen kommt dagegen die verwandte Art Trichius fasciatus vor. In Ostdeutschland hat sich Trichius gallicus erst seit 1960 von Berlin ausgehend ausgebreitet. In Osteuropa kommt die Art in Böhmen und Mähren vor.

## Lebensweise
Die Larven von Trichius gallicus entwickeln sich in weißfaulem Laubholz. Sie benötigen zwei Jahre bis zum adulten Käfer. Die Käfer fliegen hauptsächlich im Juni und Juli. Man beobachtet sie in Flussauen, an feuchten Waldrändern, auf Heide- und auf Ruderalflächen. Sie besuchen dabei die Blüten verschiedener Doldenblütler, aber auch anderer Pflanzen wie Brombeere oder Rainfarn.

## Taxonomie
Die Art wurde lange Zeit als Trichius zonatus Germar, 1831 geführt. Erst im Jahr 2012 wurde von Frank-Thorsten Krell die Nomenklatur und die verwendeten Synonyme näher untersucht, mit dem Ergebnis, dass heute Trichius gallicus als gültige Artbezeichnung verwendet wird.
In der Literatur verwendete Synonyme sind somit:
- Trichius rosaceus (Voet, 1769)
- Trichius zonatus Germar, 1831